# Megadiversität

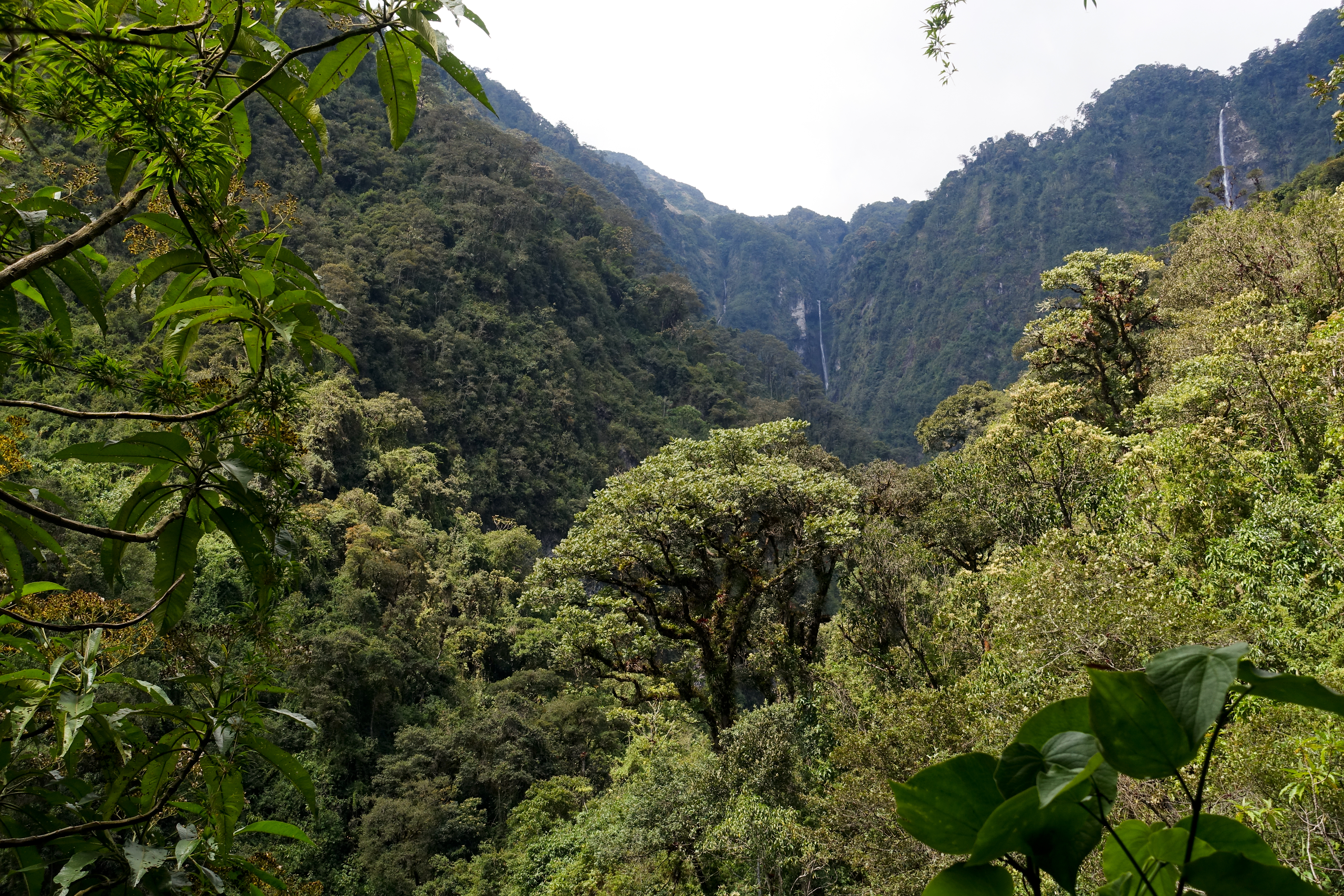
Die höchste Vielfalt auf der Erde – „Megadiversität“ – kommt an den Hängen tropischer Gebirge wie hier in den montanen Regen-, Wolken- und Nebelwäldern der Ostanden Ecuadors vor

Als Megadiversität wird eine extrem hohe Artenvielfalt bzw. Biodiversität bezeichnet, die sich weltweit auf eine kleine Anzahl von Gebieten beschränkt.

## Megadiversity-Länder

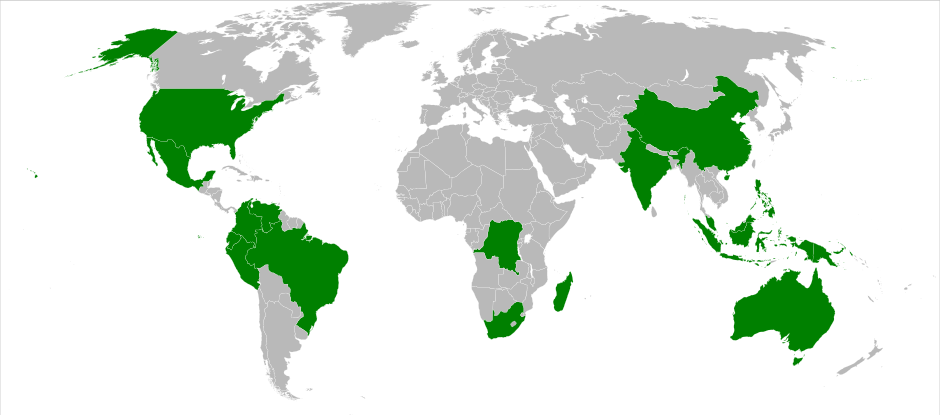
Diese Karte zeigt die siebzehn Megadiversity-Länder

Die Naturschutzorganisation Conservation International entwickelte 1988 das Konzept der Megadiversity-Länder (englisch megadiverse countries). Das erstrangige Kriterium für die Einstufung als Megadiversitätsland war der Endemismus auf der Ebene von Arten, Gattungen und Familien: Es müssen mindestens 5.000 Arten endemischer  Pflanzen vorkommen; das heißt ausschließlich in einen bestimmten Gebiet entstandene und nur dort existierende, räumlich eng begrenzte und damit potentiell gefährdete Pflanzenpopulationen. Das zweite Kriterium ist die Existenz von Meeresökosystemen. Neben diesen beiden Kriterien wurde grundsätzlich auch die Zahl endemischer Tiere, die allgemeine Artenvielfalt und die Biodiversität auf höherer Ebene (also auch die Vielfalt der Ökosysteme und insbesondere das Vorhandensein von Ökosystemen des tropischen Regenwaldes) betrachtet.
Die 17 zu Megadiversity-Ländern erklärten Staaten beherbergen über 70 % der auf dem Land lebenden Arten. Die meisten dieser Länder befinden sich in den Tropen.
Am 17. Februar 2002 trafen sich in Cancún Vertreter von zwölf Megadiversityländern. Diese unterzeichneten die Erklärung von Cancún (engl. Like-Minded Megadiverse Countries, LMMC). Der Erklärung schlossen sich bis 2003 zwei weitere Staaten an.
| Kontinent           | Land                                  | bekannte endemische Tierart/Tiergruppe |
| ------------------- | ------------------------------------- | -------------------------------------- |
| Afrika              | Demokratische Republik Kongo          | Bonobo                                 |
| Afrika              | Südafrika                             | Kappapagei                             |
| Afrika              | Madagaskar                            | Lemuren                                |
| Asien               | Indonesien                            | Orang-Utan                             |
| Asien               | Indien                                | Nilgauantilope                         |
| Asien               | Malaysia                              | Malaysia-Tiger                         |
| Asien               | Volksrepublik China                   | Großer Panda                           |
| Asien               | Philippinen                           | Tamarau, Philippinen-Koboldmaki        |
| Ozeanien/Australien | Papua-Neuguinea                       | Riesenbaumratten                       |
| Ozeanien/Australien | Australien                            | Koala                                  |
| Nordamerika         | Mexiko (inkl. der karibischen Inseln) | Dreifarben-Kaiserfisch                 |
| Nordamerika         | Vereinigte Staaten                    | Wald-Klapperschlange                   |
| Südamerika          | Brasilien                             | Nördliches Kugelgürteltier             |
| Südamerika          | Kolumbien                             | Türkiskronkolibri                      |
| Südamerika          | Ecuador inkl. der Galápagos-Inseln    | Darwinfinken                           |
| Südamerika          | Peru                                  | Kotosh-Graslandmaus                    |
| Südamerika          | Venezuela                             | Méridazaunkönig                        |

## Megadiversitätszentren

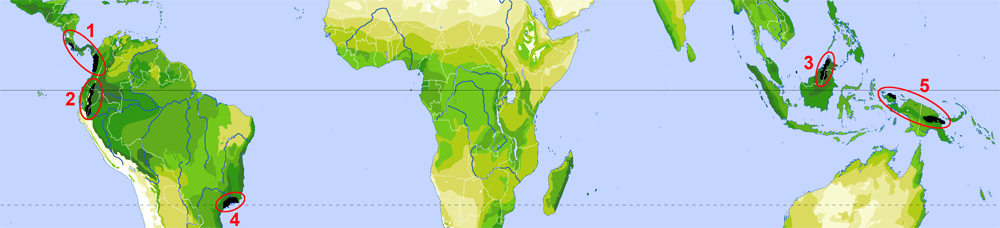
Die fünf artenreichsten Regionen der Erde

Bezogen auf die Artenzahl von Gefäßpflanzen weist Wilhelm Barthlott fünf Megadiversitätszentren aus, in denen mehr als 5.000 Arten auf 10.000 km² vorkommen (Deutschland hat zum Vergleich je nach Region 500 bis 2.000 Arten pro 10.000 km²):
1. über 12.500 Arten (44 % endemisch) – Costa Rica bis Chocó (78.000 km² in Costa-Rica und Kolumbien von 0 bis 3.800 m ü. d. M.)
2. rund 10.000 Arten (30 % endemisch) – Tropische Ost-Anden in Venezuela, Kolumbien, Ecuador und Peru (62.000 km² von 250 bis 3.500 m ü. d. M.)
3. rund 9.000 Arten (39 % endemisch) – Nord-Borneo (57.000 km² in Malaysia und Indonesien von 0 bis 4.100 m ü. d. M.)
4. über 6.000 Arten (75 % endemisch) – Mata Atlantica Brasiliens (50.000 km² von 0 bis 2.800 m ü. d. M.)
5. über 6.000 Arten (33 % endemisch) – Neuguinea (87.000 km² in Indonesien und Papua-Neuguinea von 0 bis 4.500 m ü. d. M.)

Alle genannten Zentren liegen im Bergwald tropischer Hochgebirge und reichen daher von den Randgebieten der Tieflandregenwälder bis hinauf in die Zone der Wolken- und Nebelwälder. Aufgrund der großen Höhenunterschiede in feuchtheißen humiden Klimata kommt zwangsläufig eine Vielzahl sehr unterschiedlicher Lebensräume auf geringer Fläche vor. Dies gilt in abgeschwächter Form auch für Bergländer in den Subtropen und der kühlgemäßigten Klimazone, wie man gut an der Weltkarte der Pflanzendiversität erkennen kann.